# Hepeviridae
Hepeviridae es una familia de virus de ARN monocatenario positivo que infectan vertebrados. Incluye al virus causante de la hepatitis E que pertenece al género Ortohepevirus. Las rutas de transmisión de estos virus son por zoonosis y fomita.
Los virus de esta familia no tienen envoltura vírica y pueden tener geometrías icosaédricas o esféricas con simetría T= 1. El diámetro es de alrededor de 32-34 nm. Los genomas son de ARN lineal y no segmentados, de alrededor de 7,2 kb de longitud. El genoma tiene tres marcos de lectura abiertos (ORF). La replicación se produce en el retículo endoplasmático.
Los viriones se forman a partir de una proteína principal de la cápside (CP) codificada por el segundo marco de lectura abierto (ORF2). El CP se une a los proteoglicanos de heparán sulfato con superficie (HSPG) en las células del hígado y puede procesarse proteolíticamente. Se ha identificado y demostrado que una pequeña proteína inmunorreactiva (113-114 aminoácidos, 12.5 kDa) codificada por el tercer ORF (ORF3) exhibe múltiples funciones asociadas con la morfogénesis, salida y patogénesis del virión.
La infección por hepevirus se produce por ruta fecal-oral en los ortohepevirus, y generalmente se asocia con una infección leve y aguda en el hígado que se resuelve por sí sola. Más recientemente, la hepatitis E crónica se ha convertido en un problema clínico significativo en personas inmunodeprimidas, especialmente en receptores de trasplantes de órganos sólidos. La transmisión en general puede ocurrir a través del consumo de agua contaminada, consumo de carnes crudas o poco cocidas, contacto con heces de animales infectados y raras veces a través de transfusiones de sangre.

## Géneros y especies
Se han descrito los siguientes géneros y especies:
- Ortohepevirus
  - Ortohepevirus A
  - Ortohepevirus B
  - Ortohepevirus C
  - Ortohepevirus D
  - Ortohepevirus E
  - Ortohepevirus F
- Piscihepevirus
  - Piscihepevirus A
- Hepelivirus
  - Bivalve Hepelivirus G